# بارك غن هي
بارك غن هي (بالهانغل: 박근혜 / بالهانجا: 朴槿惠 / بالألفبائية الدولية: ‎[pak ɡɯn hɛ:]‏) المولودة في 2 فبراير/شباط 1952 الرئيسة الحادية عشرة لكوريا الجنوبية، وتعد أول امرأة تُنتخَب لرئاسة كوريا الجنوبية لتشغل المدَّة الرئاسية الثامنة عشرة، وتعد أيضًا أولَ امرأة ترأس إحدى دول شمال شرق آسيا. رأَسَت بارك الحزب الوطني الكبير المحافظ (GNP، الذي تغير اسمه في فبراير 2012 إلى حزب ساينُري، من 2004 إلى 2006 ومن 2011 إلى 2012 قبل تقلدها منصب الرئاسة. وكانت عضوًا في الجمعية الوطنية الكورية، وعملت ممثلةً انتخابية في أربع دورات برلمانية متتالية كاملة ما بين 1998 و 2012، ثم بدأت مدَّتها الخامسة بوساطة نظام التمثيل النسبي في الاقتراع في يونيو 2012.
والدها هو بارك تشونغ هي الذي تولى رئاسة كوريا الجنوبية من 1963 إلى 1979.
وفي عامي 2013 و 2014 عدَّتها مجلة فوربس من أكثر السيدات تأثيرًا في العالم وشرق آسيا ووضعتها في المركز الـ 11 في قائمة فوربس لأقوى مئة سيدة في العالم. وفي عام 2014 احتلَّت المرتبة الـ 46 في قائمة فوربس لأكثر الشخصيات نفوذًا في العالم، لتحتل بذلك المرتبة الثالثة من بين الشخصيات الكورية الجنوبية بعد كلٍّ من إي غون هي (이건희) وإي جاي يونغ (이재용).

## النشأة والتعليم
ولدت بارك في 2 فبراير/شباط 1952، في سامدوك دونغ (삼덕동) التي تقع في جُنغ غو (중구) بمدينة دايغو، وهي وكانت الابنة الكبرى لكلٍ من بارك تشونغ هي، الرئيس الثالث لكوريا الجنوبية الذي تقلد المنصب في الفترة من 1963 إلى 1979، ويُك يونغ سو. وكان لديها أخ يدعى بارك جي مان وأخت تدعى بارك غن ريونغ. والجدير بالذكر أن بارك لم تتزوج قط. وفي عام 1953، انتقلت الأسرة إلى مدينة سول، وهناك تلقت بارك تعليمها وتخرجت في مدرسة جانغتشُنغ الابتدائية، ثم مدرسة سُنغشِم (ومعناها الحرفي القلب المقدس) الإعدادية والثانوية للبنات في عام 1970، وبعد ذلك حصلت علبى درجة البكالوريوس في الهندسة الإلكترونية من جامعة سوغانغ عام 1974. بالإضافة إلى ذلك، التحقت بارك بجامعة غرينوبل لفترة وجيزة ولكنها اضطرت إلى مغادرة فرنسا عقب اغتيال والدتها. وقد اغتيلت والدتها في 15 أغسطس/آب عام 1974 في مسرح القومي لكوريا، في مدينة سول على يد من سي غوانغ (문세광)، وهو أحد الكوريين المولودين في اليابان والمتعاطفين مع كوريا الشمالية. وقد أصبحت بارك السيدة الأولى لكوريا عقب عملية اغتيال والدتها (육영수 저격 사건) حتى عام 1979 حين أغتيل والدها (박정희 암살사건) على يد رئيس استخباراته كِم جاي غيو في 26 أكتوبر/تشرين الأول. وخلال تلك الفترة، خضع النشطاء الذين كانوا خصومًا سياسيين لوالدها للاعتقال التعسفي كما كانت حقوق الإنسان تخضع للتنمية الاقتصادية. وفي عام 2007، عبرت بارك عن أسفها بشأن سوء المعاملة التي تعرض لها النشطاء في هذه الفترة.
حازت بارك درجة الدكتوراه الفخرية من جامعات عديدة مثل الجامعة الثقافية الصينية في تايوان، عام 1987، وجامعة باركيونج الوطنية والمعهد الكوري المتقدم للعلوم والتكنولوجيا (KAIST) عام 2008، وجامعة سوغانغ عام 2010، وجامعة دريسدن التقنية عام 2014. وقد نشرت العديد من المصادر الإخبارية منها صحيفة كوريا تايمز ومجلس العلاقات الخارجية أن بارك تعتبر نفسها ملحدة بالإضافة إلى كونها متأثرة بكل من البوذية والكاثوليكية.

## الحياة المهنية

### عضوة في مجلس النواب
فازت بارك المنتمية إلى الحزب الوطني الكبير GNP بعضوية مجلس النواب عن منطقة دالسيونغ، دايغو في الانتخابات التكميلية عام 1998، وأعقب ذلك فوزها ثلاث مرات أخرى في الدائرة انتخابية نفسها في الفترة ما بين 1998 و 2008، لتشغل بذلك عضوية البرلمان حتى عام 2012 أبريل/نيسان 2012. وفي عام 2012 أعلنت بارك عن عدم انتوائها الترشح لمقعد ممثل الدائرة الانتخابية في الدورة ال 19 للانتخابات سواءً في منطقة دالسيونغ أو أي منطقة أخرى؛ فقد قررت الترشح بنظام التمثيل النسبي عن حزب ساينري بدلاً من ذلك، حتى تتمكن من قيادة الحملة الانتخابية للحزب. وقد تم انتخابها بنظام التمثيل النسبي في انتخابات أبريل/نيسان 2012.

### رئيس الحزب الوطني الكبير و«ملكة الانتخابات»
مُني الحزب بهزيمة ساحقة في الانتخابات عام 2004. ويرجع ذلك إلى فشل محاولة عزل الرئيس روه مو هيون، بالإضافة إلى فضيحة الفساد التي تورط فيها إي هوي تشانغ، مرشح الحزب للانتخابات الرئاسية لعام 2002 (تم الكشف عنها عام 2004). وقد تولت بارك رئاسة الحزب وقادت الجهود الانتخابية. وعلى الرغم من أن حزب GNp لم يحظى بالأغلبية في الانتخابات، تمكن من حصد 121 مقعد، وهو ما يعد إنجازًا عظيمًا لا سيما في ظل مثل هذه الظروف القاسية التي عانى منها الحزب. وفي أثناء تولّي بارك لرئاسة الحزب تمكنت من مساعدة حزبها في تحقيق مكاسب كبيرة في الانتخابات المحلية والحصول على الأغلبية في عام 2006.
وفي 20 مايو/أيار عام 2006، في أثناء أحد مؤتمرات الدعاية الانتخابية، تعرضت بارك لهجوم بالسكين على يد مجرم يبلغ من العمر 50 عامًا ومتهم بارتكاب 8 جرائم سابقة يدعى جي تشانغ هو، مما تسبب لها في جرحح في وججها بطول 11 سنتيمترًا تطلب إجراء عملية جراحية استمرت لساعات و 60 غرزة. أعجب ما في الحادثة هو اهتمام بارك الشديد بالانتخابات في أثناء وجودها في المستشفى؛ ففور تعافيها كان سؤالها عن أخبار الاتنخابات في مدينة دايجون هو أول ما تحدثت به إلى سكرتيرتها. بعد ذلك، فاز مرشح الحزب الوطني الكبير في انتخابات بلدية دايجون على الرغم من تخلفه بأكثر من 20 نقطة مئوية في استطلاعات الرأي
بالإضافة إلى ذلك، تمكن الحزب من الفوز في 40 من جولات إعادة الانتخابات والانتخابات الفرعية التي تم عقدها خلال رئاسة بارك للحزب في الفترة بين 2004 و 2006، ويرجع ذلك إلى تأثيرها وجهودها. لذا أُطلق عليها لقب «ملكة الانتخابات».
وفي 12 فبراير/شباط 2007، قامت بارك بزيارة دعائية إلى جامعة هارفارد، في كامبريدج (ماساتشوستس)، الولايات المتحدة. توجت الزيارة بخطاب ألقته أمام حشد في كلية كينيدي بجامعة هارفارد حيث أعلنت عن رغبتها في إنقاذ كوريا كما أيدت توطيد العلاقات بين كوريا الجنوبية والولايات المتحدة.

### الترشح للانتخابات الرئاسية عام 2007
كانت بارك تأمل في محاكاة نجاح والدها بأن تصبح المرشحة الرئاسية للحزب الوطني. لكنها خسرت في النهاية أمام إي ميونغ بارك بفارق صغير. كانت لإي الصدارة في الانتخابات التمهيدية، لكن بارك تمكنت من تقليص الفجوة بفضل الاتهامات التي صدرت بشأن فساد إي. فازت بارك بترشيح أعضاء الحزب لها ولكنها خسرت الترشيح على المستوى الوطني الذي يشكل النسبة الأكبر من الانتخابات الرئاسية.

### الانتخابات العامة 2008
وعقب الانتخابات الرئاسية التي أجريت عام 2007، قام الرئيس إي ميونغ بارك بتشكيل حكومة من خاصة أتباعه ومؤيديه. وهو ما اعتبره أنصار بارك نوعًا من الانتقام السياسي، وبناءً على ذلك قرروا الانسحاب من الحزب الوطني الكبير. ثم قاموا بتشكيل حزبين: التحالف الموالي لبارك والتضامن من أجل أنصار بارك المستقلين (بالكورية 친박 무소속 연대 ويُنطَق Chin Park Musosok Yeondae). لم تنضم بارك إلى أي من الحزبين، لكنها حرصت على دعمهما بشكل غير مباشر حيث أعلنت عن رغبتها في عودتهم إلى الحزب. وبعد أن قام المتمردون بالانسحاب الكامل، أعلنوا عن رغبتهم في الانضمام للحزب الوطني الكبير من جديد بعد الانتخابات العامة، لكن الحزب حال دون ذلك. وفي الانتخابات العامة لعام 2008، نجح المتمردون في حصد 26 مقعدًا؛ فقد حصل التحالف لموالي لبارك على 14 مقعدًا، فيما حصل المستقلون على 12 مقعدًا. وقد لعب الحزبين معًا دورًا محوريًا في الأغلبية الضئيلة للحزب. ولم تتوقف بارك عن المطالبة بضرورة إعادة أنصارها إلى الحزب من جديد. وبالفعل عاد معظم المنشقون إلى الحزب الوطني الكبير اعتبارًا من عام 2011، ليتراوح بذلك عدد مؤيدي بارك في الحزب من 50 إلى 60 عضوًا من أصل 171 عضو.

### رئيس حزب الساينري
ونتيجة لتراجع شعبية حزب GNP، قرر الحزب عقد لجنة طارئة وتغيير اسم الحزب من الحزب الوطني الكبير إلى الساينري «ويعنى حزب الحدود الجديدة». وفي 19 ديسمبر/كانون الأول عام 2011، تم تعيين بارك رئيسًا للجنة الطوارئ في الحزب، كما أنها تولت قيادة الحزب بحكم الأمر الواقع (دي فكتو).

### الانتخابات البرلمانية 2012
كان فوز حزب الساينري بـ 152 مقعد أمام نظيره الديمقراطي المتحد في انتخابات 2012 مفاجأة من العيار الثقيل، حيث تمكن الحزب من استعادة الأغلبية على الرغم من الاعتقاد السائد بأن الحزب لن يتمكن من حصد أكثر من مائة مقعد، وذلك نظرًا لفضيحة الفساد المتورطة فيها إدارة إي والتي تم الكشف عنها قبيل الانتخابات. وخلال حملة الدعاية الانتخابية التي استمرت لثلاثة عشر يومًا، جابت في أنحاء كوريا الجنوبية وقطعت مسافة 7200 كيلو متر، حيث زارت أكثر من مائة دائرة انتخابية. وقد أجمعت وسائل الإعلام الكورية والخبراء السياسيون أن زعامة بارك للحزب تعد أهم العوامل التي ساعدت الحزب على الفوز في المعركة الانتخابية. ولهذا السبب أُطلِق على انتخابات 2012 «عودة ملكة الانتخابات». ومع ذلك فإن هزيمة حزب الساينري في العاصمة سيول التي تتسم بالكثافة السكانية قد كشفت عن مدى ضعف نفوذ بارك السياسي ومحدوديته.

### حملة الترشح للانتخابات الرئاسية عام 2012
كانت بارك من أبرز المرشحين للانتخابات الرئاسية وذلك طبقًا لجميع استطلاعات الرأي في الفترة ما بين 2008، عندما تولى إي ماغينغ بارك إدارة البلاد، وسبتمبر/أيلول 2011. فقد ازدادت شبيتها بنسبة تتراوح من 25% وحتى 45% لتتجاوز ضعف شعبية المرشح الآخر. ارتفع مؤشر شعبيتها عندما أظهرت انتخابات الجمعية الوطنية عام 2008 مدى قوة نفوذها، بينما انخفض في مطلع 2010 نتيجة لموقفها السياسي المناويء لإدارة إي فيما يتعلق بمدينة سيجونغ.
وعقب فوزها في الانتخابات العامة عام 2012، ارتفعت معدلات شعبيتها بصورة ملحوظة. وفي سبتمبر 2011، ظهر أن تشول سو كمرشح مستقل قوي للرئاسة، وحري بالذكر أن أن تشول سو هو مطور برمجيات سابق ورجل أعمال وعميد سابق في كلية توافق العلوم والتكنولوجيا جامعة سيول الوطنية. وقد تنافس كل من أن وبارك على موضع الصدارة في الانتخابات، وقد خسرت بارك مقعد الصدارة في بعض الاستفتاءات لأول مرة منذ عام 2008. وعقب فوزها في الانتخابات العامة 2012، ارتفعت شعبيتها بشكل لافت للنظر. وفي استطلاع رأي على المستوى المحلي أجراه بحث أحادي Mono Research في 30 أغسطس/آب، ترأست بارك قمة قائمة المرشحين بشعبية بلغت 45.5% عند مقارنتها بالمرشحين المحتملين جميعًا. وطبقًا لنتيجة إحدى استطلاعات الرأي الوطنية التي أجريت مؤخرًا، حصلت بارك على نسب تأييد 50.6% أعلى من نظيرها أن (43.9%) على مدى عامين من المنافسة الثنائية اعتبارًا من 11 سبتمبر/أيلول. وفي 10 يوليو/تموز لعام 2012 أعلنت بارك في ميدان تايم، بالعاصمة سيول عن خوضها الانتخابات الرئاسية 2012، كما أكدت على حق الشعب الكوري في السعي وراء السعادة والاقتصاد الديمقراطي وخدمات الرعاية المخصصة.
وفي 17 سبتمبر/أيلول اختار الحزب الديمقراطي المعارض من جاي إن ليكون مرشحه في الانتخابات الرئاسية. كما أعلن أن تشول سو عن خوضه السباق الرئاسي في 19 من الشهر نفسه. وعلى الرغم من تصدر بارك لقائمة المرشحين من حيث التأثير، حصلت على نسب أقل من من جاي إن وأن تشول سو في استطلاع رأي أجري في 22 سبتمبر/أيلول. وفي 19 ديسمبر/كانون عام 2012، فازت بارك في الانتخابات الرئاسية بنسبة تصويت بلغت 51.6%.

### مواقف

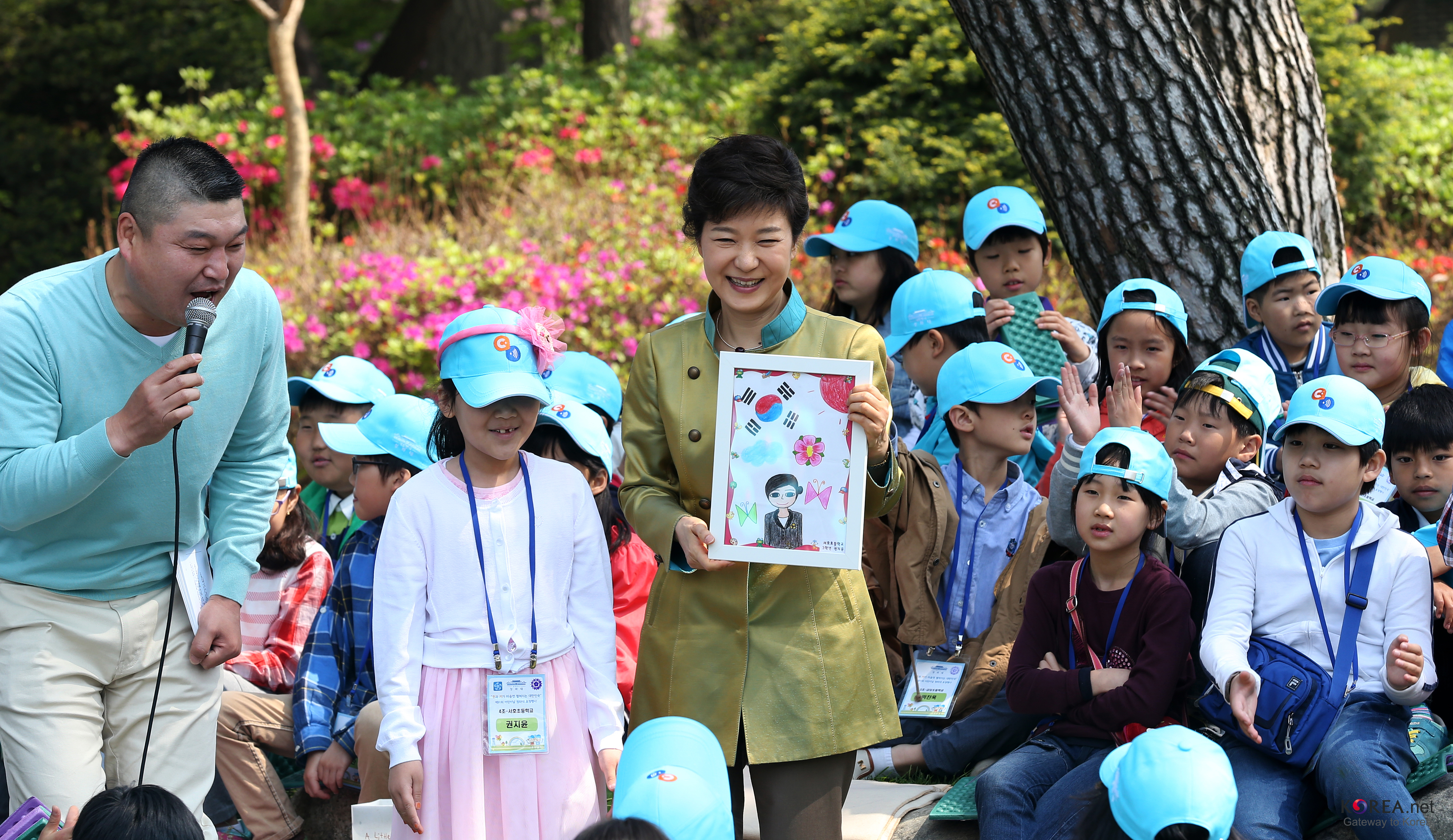
رئيس الجمهورية بارك (في المنتصف) تبتسم وتعرض صورة ذاتية رسمتها فتاة في البيت الأزرق، سيول، يوم الطفل 5 مايو/أيار عام 2013

في استطلاع رأي أجراه بحث كوري لتقييم موقف المرشحين المحتملين لرئاسة كوريا الجنوبية (وعددهم 12)، اُعتُبِرت بارك أكثر الشخصيات محافظةً. وقد انعكست نزعتها المحافظة وموقفها السياسي الموجه نحو السوق في تعهدها خلال حملتها لخوض الانتخابات الرئاسية عام 2008 بخفض الضرائب، والحد من القيود التنظيمية، وإرساء القانون والنظام القوي. ومع ذلك بدأت بارك تصب جام تركيزها على قضايا الرعاية الاجتماعية، والدعوة إلى تخصيص خدمات الرعاية الاجماعية للمواطنين الكوريين. تشتهر بارك بصرامتها والتزامها بالوعود السياسية الذي لا يحتمل المساومة أو التنصل. ففي عام 2010، على سبيل المثال نجحت في وقف المحاولة التي قامت بها إدارة إي لإلغاء خطة إنشاء مدينة سيجونغ، التي تعد مركزًا وطنيًا جديدًا للإدارة، مشيرة إلى أن هذه الخطة بمثابة وعد من إدارة إي للشعب. وقد كلفها هذا الصراع مع إدارة إي انخفاضًا ملحوظًا في شعبيتها في ذلك الوقت. وفي عام 2012، تعهدت بارك بإنشاء مطار جديد في المنطقة الجنوبية وذلك على الرغم من الادعاءات بعدم جدوى المشروع، ويعد هذا المشروع أحد الوعود التي قطعها الحزب الوطني الكبير خلال حملة الانتخابات الرئاسية 2008 لكنه بإلغاءها.
ويمكن النظر للرؤية الإدارية التي تتمتع بها حكومة بارك غن هي باعتبارها «عهدًا جديدًا من السعادة والأمل». فالأهداف الإدارية الخمسة التي تسعى إليها حكومة بارك هي: اقتصاد إبداعي يركز على توفير فرص العمل، وتخصيص العمل والرعاية الاجتماعية، وتعليم يركز على الإبداع والإثراء الثقافي، ومجتمع آمن ومتحد، وتدابير أمنية حازمة لضمان السلام المستدام في شبه الجزيرة الكورية. وتخخطط إدارة بارك لتشكيل حكومة جديرة بالثق، نظيفة السمعة ومتمكنة من خلال تحقيق هذه الأهداف والاستراتيجيات والمهام.

## رئاسة الجمهورية

### التنصيب
تولت بارك منصب الرئاسة في 25 فبراير/شباط 2013، لتصبح الرئيس الحادية عشر لـكوريا الجنوبية. ففي منتصف الليل تسلمت بارك كافة السلطات الرئاسية بما في ذلك تسلمها لصلاحيات القيادة العليا للقوات المسلحة لكوريا الجنوبية من الرئيس السابق إي ميونغ بارك. تناول خطاب التنصيب الذي ألقته بارك الحديث عن خطتها لبدء عهد جديد من الأمل من خلال «تحقيق الرخاء الاقتصادي، وإسعاد الشعب، وتحقيق الإثراء الثقافي.» كما عبرت عن خالص رغبتها في تخلي كوريا الشمالية عن الأسلحة النووية والسير نحو السلام والتنمية المتبادلة، كما أعلنت أنه لن يتم وضع حجر الأساس من أجل عهد سعيد يتسم بالوحدة ويصبح فيه الشعب الكوري كافة قادرًا على التمتع بالرخاء والحرية والقدرة على تحقيق أحلامهم إلا من خلال عملية بناء الثقة في شبه الجزيرة الكورية. كما اشتمل الخطاب أربعة مبادئ توجيهية قدمتها لتحقيق رؤيتها الإدارية الممثلة في الازدهار الاقتصادي، وسعادة الشعب، والإثراء الثقافي وإرساء قواعد التوحيد السلمي. ويعد حفل تنصيب بارك الأضخم من نوعه في تاريخ كوريا الجنوبية، حيث بلغ عدد المشاركين 70000، من بينهم الممثلين الدبلوماسيين في كوريا بالإضافة إلى وفود رفيعة المستوى تم إرسالها من 24 دولة حول العالم من ضمنها ينغلاك شيناواترا رئيس وزراء تايلاند آنذاك، وتوماس دونيلون مستشار الأمن القومي الأمريكي، ووانغ جن بينغ رئيس المجلس التشريعي التايواني، كما شارك ياسو فوكودا، رئيس الوزراء الياباني السابق في الاحتفال لتهنئة بارك على المنصب.

### السنة الأولى (فبراير 2013-فبراير 2014)

#### الفلسفة الإدارية
تهدف إدارة بارك غن هي التي تقلدت مقاليد الحكم حديثًا إلى بدء «عهد جديد من الأمل والسعادة للشعب كله». فقد تعدت بارك بأن كوريا الجنوبية ستتخلى عن نموذج التنمية الذي سعت إليه طويلاً والذي يرتكز حول الأمة، وتحويل تركيز الحكومة من الدولة ككل إلى الأفراد، وهو ما سينتخ عنه بناء هيكل الرخاء المشترك حيث تعم السعادة على الجميع وتتطور الأمة. وتتضح رؤية بارك الإدارية والمبادئ الأساسية للحكم بشكل ملموس في خططها السياسية من أجل الاقتصاد، والحياة الاجتماعية، والرعاية الاجتماعية، والدبلوماسية، والتوحيد. فالكلمات الرئيسية التي تركز عليه في إدارة الدولة هي: «الشعب»، «السعادة»، «الثقة»، «الرخاء المشترك» و «المبدأ».

#### إعادة هيكلة المؤسسات الحكومية
بمجرد أن تولت بارك منصب الرئاسة، أسرعت في إعادة هيكلة البيت الأزرق والحكومة حتى تتمكن من تحقيق رؤيتها الإدارية. وقد قامت بتحديث كل من مكتب الأمن القومي في البيت الأزرق، ووزارة العلوم وتكنولوجيا المعلومات والاتصالات والتخطيط المستقبلي، ووزارة المحيطات ومصائد الأسماك. كما جددت مهام منصب نائب رئيس مجلس الوزراء للشؤون الاقتصادية. وسيكون رئيس مكتب الأمن القومي بمثابة برج المراقبة لكل من الشؤون الدبلوماسية والأمنية وقضايا الدفاع الوطني، فيما سيتولى نائب رئيس مجلس الوزراء للشؤون الاقتصادية الشؤون الاقتصادية والاجتماعية وقضايا الرعاية الاجتماعية.

#### الولايات المتحدة الأمريكية

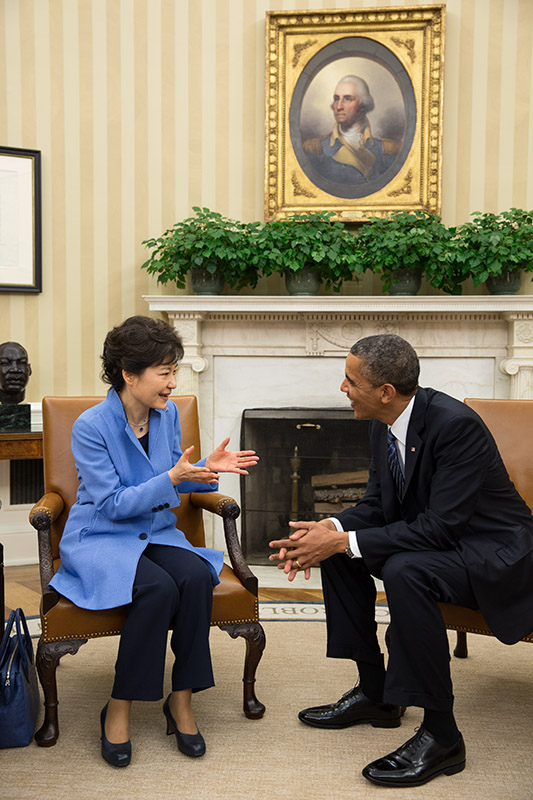
الرئيسة بارك غن هي في محادثات ثنائية مع الرئيس الأمريكي باراك أوباما في 5 مايو/أيار 2013

تعد زيارة بارك للولايات المتحدة الأمريكية أول جولة خارجية تقوم بها بعد تقلد منصب الرئاسة. وقد ألتقت بكلٍ من بوزير الخارجية الأمريكي جون كيري والرئيس باراك أوباما عقب تقلدها منصب الرئاسة. وسارت بارك على خطى معظم الرؤساء السابقين فيما يخص العلاقات الكورية الجنوبية- الأمريكية؛ قد حرصت على توطيد العلاقات مع الولايات المتحدة. ويرابط أكثر من عشرين ألف (20000) عسكري أمريكي في كوريا الجنوبية. وخلال زيارتها للولايات المتحدة ألقت خطابًا في جلسة مشتركة للكونجرس الأمريكي دعت فيه إلى ضرورة إقامة جبهة موحدة تتصدى لاستفزازات كوريا الشمالية، كما دعت أيضًا إلى توطيد العلاقات الدولية بين كوريا الجنوبية والولايات المتحدة.
قامت بارك بتقييم الوضع الأمني في شبه الجزيرة الكورية وأكدت على أن القدرة على الردع تعد أهم العوامل التي ساعدت على تحقيق الأمن. لذا فهي تعتبر التحالف الكوري الجنوبي- الأمريكي الأنجح في العالم. وتأمل بارك في ترقية العلاقات الكورية الجنوبية من تحالف استراتيجي شامل إلى شراكة عالمية. وقد شملت زيارة بارك للولايات المتحدة، التي استمرت أربعة أيام 5-9 مايو/أيار 2013، العاصمة واشنطن ونيويورك ولوس أنجلوس. وخلال محادثات القمة التي أجريت في البيت الأبيض في مايو/أيار، اعتمد أوباما إعلانًا مشتركًا للتحالف الكوري الجنوبي -الأمريكي، كما بحث سبل تطوير العلاقات الثنائية بنظرة متطلة نحو المستقبل. كما بحث كلا الرئيسين سبل تعزيز التعاون إقامة السلام في منطقة شمال شرق آسيا وتعزيز الشراكة بين سيول وواشنطن.
واتفق الزعيمان على اعتماد بيان مشترك حول التعاون الشامل في مجال الطاقة لبناء قاعدة من أجل محرك النمو المستقبلي، وإقامة لجنة تعاون السياسات بشأن المعلومات وتكنولوجيا الاتصالات. علاوة على ذلك، ناشدت بارك نظيرها الأمريكي بزيادة زيادة حصص تأشيرة الولايات المتحدة للعاملين في كوريا الجنوبية من أجل تعزيز التنمية المشتركة لكلا الاقتصادين.
وسيبقى «الإعلان المشترك الذي أعتمدته كوريا الجنوبية والولايات المتحدة في الاحتفال بالذكرى السنوية للتحالف بين جمهورية كوريا الجنوبية والولايات المتحدة الأمريكية» وثيقة ذات مغزى إذا ما نظرنا إلى التحالفات التي أجريت على مدى ستة عقود سابقة، كما تحدد اتجاهًا جديدًا لتطوير العلاقات الثنائية خلال العقد القادم.

#### كوريا الشمالية
انهمكت كوريا الشمالية في أعمالها الاستفزازية وذلك بانتهاك قرار مجلس الأمن الدولي واطلاق صاروخ طويل المدى في 12 كانون الأول 2012، أي قبل الانتخابات الرئاسية التي أجريت في 19 من الشهر نفسه. وعقب انتخاب بارك، أجرت كوريا الشمالية تجربتها الننوية الثالثة، وألغت اتفاقات عدم الاعتداء بين البلدين في 8 مارس/آذار، كما قامت بسحب العمال الكوريين الشماليين من منطقة كاسيونج الصناعية (كايسونغ غونغ أوبجِغو) في 8 مارس/آذار. وقد ثبتت بارك على موقفها بأن كوريا الجنوبية لن تستسلم لاستفزازات كوريا الشمالية وتهديداتها، وستحاول استثارة تنسيق السياسات ضد كوريا الشمالية مستعينة بالقوى العظمى كالولايات المتحدة والصين والأمم المتحدة. وقد لاقى تجاوبها وتعاملها مع القضايا الكورية الشمالية دعمًا كبيرًا من العديد من الكوريين الجنوبيين والولايات المتحدة والصين وروسيا، كما لعب دورًا محوريًا في اعتماد قرار مجلس الأمن 2094 بشأن كوريا الشمالية يوم 7 مارس/آذار 2013 بالإجماع. ونتيجة لرد فعل بارك والإجراءات التي اتخذها المجتمع الدولي، اضطرت كوريا الشمالية إلى التوقف عن الاستفزازات والتهديدات التي توجهها نحو الجنوب في 6 يونيه/حزيران، كما اقترحت عقد مناقشات بشأن إعادة فتح مجمع كايسونج الصناعى. وقد صرحت بارك أن السلام والتوحيد هما ما يطمح إليه السبعين مليون كوري، لذا ستبذل قصار جهدها لتحقيق هذا الهدف. وأضافت «أن الهدف النهائي من إعادة الوحدة هو تحسين حياة الشعب في كلا الكوريتين، لتعزيز الحرية وحقوق الإنسان ومن ثم بناء شبه جزيرة كورية مزدهرة». كما صرحت في وقت لاحق: «تحتاج كوريا الشمالية إلى قبول مبادرة سياسة بناء الثقة الخاصة بإدارتها، من أجل بدء عهد جديد من الأمل في شبه الجزيرة الكورية.»
وقد انعكست رؤية بارك السياسية ومبادرتها بشأن كوريا الشمالية والتوحيد في عملية بناء الثقة في شبه الجزيرة الكورية. وفي هذا الصدد، أعلنت وزارة التوحيد بيان وؤية جديد «يضمن تحقيق كوريا جديدة موحدة تضمن سعادة الجميع». تتضمن المهام الإدارية لهذا الأمر تطبيع العلاقات الداخلية بين الكوريين من خلال عملية بناء الثقة، وتدشين مشروعات توحيد صغيرة من شأنها أن تؤدي إلى الاندماج الكامل بين الكوريتين، واتخاذ تدابير عملية من لأجل الاستعداد للتوحيد من خلال تعزيز قدرات التوحيد. ووفقًا لبارك، سيتم تحقيق التوحيد السلمي من خلال مبادرة مكونة من ثلاث خطوات: بدءًا من ضمان السلام، ومرورًا بالتكامل الاقتصادي، وأخيرًا الوصول إلى التكامل السياسي. ومن أجل تحقيق السلام المستدام عن طريق هذه المبادرة، ستعمل الإدارة الجديدة على تقديم المساعدات الإنسانية للشعب الكوري الشمالي، كما ستحرص على التعاون المتبادل بين الكوريتين في المجالات الاجتماعية والاقتصادية والثقافية، وتطبيق مشروع «رؤية كوريا» لإقامة مجتمع اقتصادي واحد في شبه الجزيرة الكورية يقوم على الثقة المتبادلة الكافية والمضي قدمًا نحو نزع الأسلحة النووية من كوريا الشمالية.

#### الصين
في الفترة ما بين 27-30 يونيو/حزيران 2013، توجهت بارك بزيارة إلى الصين بصحبة وفد من كوريا الجنوبية، حيث التقت بالرئيس الصيني شي جين بينغ. وخلال اللقاء، أعربت بارك عن موقفها إزاء كوريا الشمالية وحصلت على دعم الرئيس الصيني.

#### روسيا
وفي 13 نوفمبر/تشرين الثاني 2013، عقدت بارك قمة مطولة مع الرئيس الروسي فلاديمير بوتين، الذي كانت زيارته إلى كوريا الجنوبية تعد أو زيارة لزعيم من زعماء القوى العظمى الأربع التي تشمل كل من الولايات المتحدة والصين واليابان. وخلال القمة أجرى كل من بوتين وبارك حوارًا شاملاً ومثمرًا ركّز على تحسين العلاقات الاقتصادية كمشروعات التعاون اللوجستية (خلال روسيا وكوريا الشمالية)، وتوسيع التبادلات المختلفة بين الشعبين، وتعزيز العلاقات السياسية بين كوريا وروسيا. وشددت بارك خصوصًا على القيام بالاستعدادات للوصول إلى النتاج الذي يتوافق مع المصالح المشتركة من خلال الجمع بين المبادرة الأوروبية الآسيوية في كوريا وسياسة روسيا في آسيا والمحيط الهادئ. وعقب لقاء القمة، أصدر الرئيسان بيانًا مشتركًا، كما عقدا مؤتمرًا صحفيًا مشتركًا.
وفي وقت سابق، حضرت بارك قمة مجموعة العشرين (G-20) سان بطرسبرج في سبتمبر/أيلول 2013، حيث التقت بالرئيس بوتين في لقاء منفصل حيث تباحثت معه في سبل التعاون الاقتصادي وكسب التأييد فيما يختص القضايا الكورية الشمالية. وتعد هذه أول محادثة قمة كورية جنوبية- روسية منذ تنصيب بارك. وحين التقت بارك بوزير تنمية الشرق الأقصى الروسي فيكتور إيشاييف الذي ترأس الوفد الروسي فس حفل تنصيب بارك، أوضحت بارك أن روسيا تعد أحد الشركاء الاستراتيجيين في كوريا، وأن الإطلاق الناجح ل صاروخ نارو هو نتيجة لعلاقات المنفعة المتبادلة بين البلدين، كما أوضحت أن العلاقات ستكون أقوى في المستقبل. كما أشارت إلى أن مشاركة روسيا النشطة في المحادثات السداسية سيساهم في تخفيف حدة التوتر في شبه الجزيرة الكورية. (27 فبراير 2013 روسيسكايا جازيتا).

#### السياسات الاقتصادية
وفي الخامس من يونيو/حزيران 2013، أعلنت بارك عن خطتها لبناء «اقتصاد إبداعي»، وهو ما يمثل رؤيتها لإنعاش الاقتصاد وخلق فرص عمل. وفي 8 أبريل/نيسان، 2014 أوضحت بارك أن «تحديد الوقت يعد عنصرًا في غاية الأهمية بالنسبة لسياساتنا الاقتصادية لا سيما فرص العمل وسبل المعيشة ويجب على الأشخاص العاديين تنظيم موازنة تكميلية في الوقت المحدد.» وفي 8 أبريل/نيسان 2014 وقعت بارك غن هي اتفاقية التجارة الحرة بين أستراليا وكوريا مع رئيس الوزراء الأسترالي توني أبوت.

#### السياسات الاجتماعية
اقترحت بارك وضع مهمة «القضاء على الشرور الاجتماعية الرئيسية الأربعة (بالكورية: 4대 사회악: «4-dae sahweak»): العنف الجنسي والعنف المنزلي والعنف المدرسي والأغذية غير الآمنة» ضمن أجندتها الوطنية. فقد أوضحت الاحصائيات تزايد معدلات العنف الجنسي والعنف المنزلي في هذه الآونة. ودون الرجوع إلى بيانات إحصائية، يمكن القول بأن العنف المدرسي الشديد وسلامة الغذاء من الاهتمامات الرئيسية في كوريا الجنوبية. بالإضافة إلى ذلك، أطلقت بارك لجنة الوحدة الوطنية يوم 17 يونيو/حزيران بهدف إسداء المشورة للرئيس في عملية حل النزاعات المختلفة في كوريا الجنوبية وترسيخ ثقافة التعايش والازدهار المشترك، وقد عينت المستشار هان غوانغ أوك، مستشار الحزب الديمقراطي السابق، رئيسًا للجنة.

#### على الصعيد الوطني
في الثامن من مايو/أيار، 2013 حضرت بارك الذكرى ال33 لمذبجة غوانغجو، وعبرت عن بالغ أسفها كما عبرت عن تعازيها لأسر الضحايا.

### السنة الثانية (مارس/آذار 2014- فبراير/شباط 2015)

#### كوريا الشمالية
وخلال زيارة بارك لألمانيا، قدمت لكوريا الشمالية ثلاث خطوات من شأنها المساعدة على التحرك نحو إعادة توحيد شبه الجزيرة الكورية، وذلك في 28 مارس/آذار في دريسدن. وأشارت بارك في مناسبة تحرير كوريا من سيطرة الحكم الاستعماري الياباني إلى أنه بالرغم من الأسى من فصل الكوريتين، ينتقل الانفصال من جيل إلى آخر، وغدت الاستثناءات في شبه الجزيرة المقسّمَة هي القاعدة. كما أكدت على الحاجة الملحة لزيادة التفاهم وللمساعدة في دمج حياة مواطني كوريا الشمالية والجنوبية من أجل إعادة التوحيد. وفي هذا الصدد أوضحت: «نحن بحاجة إلى توسيع المشروعات المشتركة التي تعود بالنفع على الجانبين، بدءًا من الأنهار والغابات المشتركة، وفي هذا الصدد آمل أن تحضر كوريا الشمالية مؤتمر اتفاقية الأمم المتحدة المتعلقة بالتنوع البيولوجي المزمع عقده في مدينة بيونغتشانغ في كوريا الجنوبية في أكتوبر/تشرين الأول.» كما حذرت بارك في حوار لها مع رئيس تحرير صحيفة وول ستريت جيرارد بيكر، سيول، 29 مايو/أيار من أن أي تجربة نووية جديدة لكوريا الشمالية قد تقود إلى «تأثير الدومينو النووي»، وهو ما قد يمنح الدول المجاورة ذريعة لتسليح أنفسها بالأسلحة النووية.

#### إعادة هيكلة المؤسسات الحكومية
في الثامن عشر من مايو/أيار 2014، أعلنت بارك خطط كوريا الجنوبية "حلّ خفر السواحل بعد فشلهم في التعامل مع كارثة انقلاب العبارة الكورية الجنوبية سيول. ووفقًا لما أعلنته بارك، ستنتقل مهام التحقيق وتقسي المعلومات إلى الشرطة المحلية في كوريا الجنوبية، في حين ستؤول مهام عمليات الإنقاذ وأمن المحيطات إلى إدارة السلامة الوطنية، حتى لا تختلط مع وزلرة الأمن والإدارة العامة التي تم إنشاؤها مؤخرًا. وفي التاسع عشر من نوفمبر/تشرين الثاني 2014، تم دمج قوات خفر السواحل والوكالة الوطنية لإدارة الطوارئ مع زارة السلامة العامة والأمن التي تم تأسيسها في اليوم نفسه.

### السنة الثالثة (مارس/آذار 2015- فبراير/شباط 2016)

#### الصين

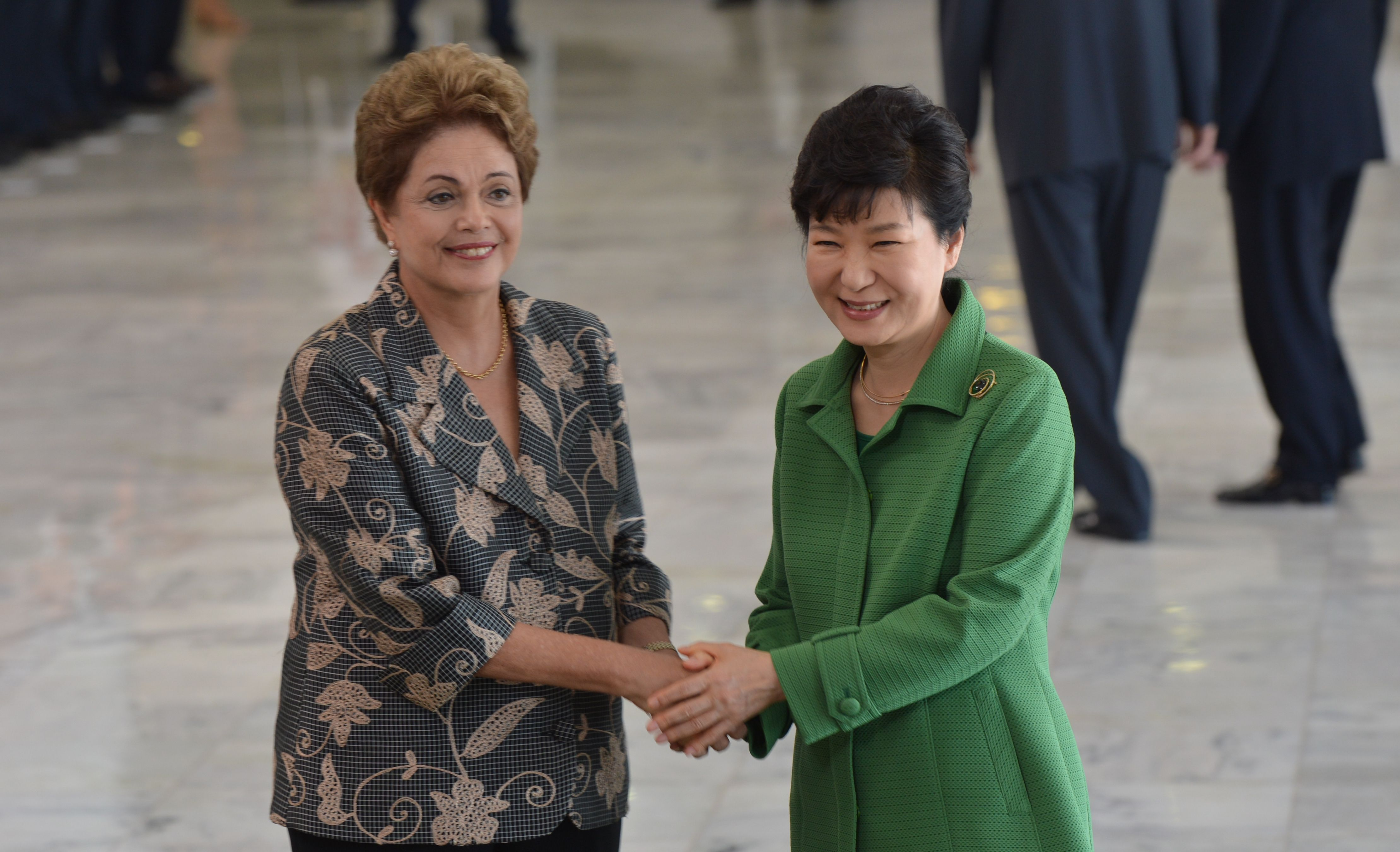
بارك غن هي برفقة رئيسة البرازيل السابقة ديلما روسيف.

في 26 مايو/أيار 2015، حثت بارك رئيس البنك الأسيوي للتنمية على التعاون مع كوريا الجنوبية، كما حثت البنك الآسيوي للاستثمار في البنية التحتية الذي ذا القيادة الصينية على التعاون، وذلك بعدما تقدمت كوريا الجنوبية رسميًا للانضمام إلى البنك في مارس/آذار 2015.

### السنة الرابعة (مارس/آذار 2016 حتى الآن)

#### إيران

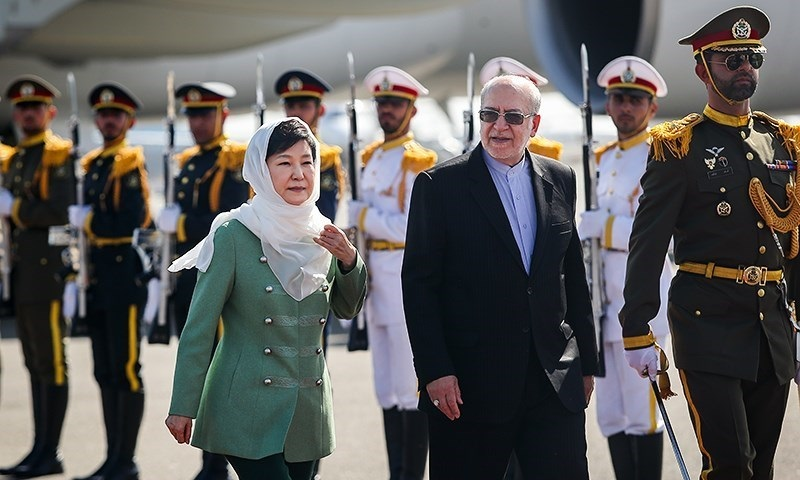
بارك تشهد ترحيب وزير الصناعة والتجارة الإيراني محمد رضا نعمت زاده في مطار مهر آباد الدولي

أصبحت بارك أول رئيس كوري يقوم بزيارة إيران في الأول من مايو/أيار 2016. فقد ترأست وفدًا قويًا يضم 236 من رجال الأعمال وأصحاب المشاريع في زيارة لمدة ثلاثة أيام إلى طهران للنقاش حول التجارة الثنائية وغيرها من الأمور ذات الاهتمام المشترك. وقد التقت بالرئيس الإيراني حسن روحاني كما عقدت محادثات مع المرشد الأعلى علي خامنئي. وقد وقعت الدولتان تسعة عشر اتفاقًا أساسيا لتوسيع التعاون المتبادل في العديد من المجالات. وقد أكّد الرئيس روحاني أن إيران وكوريا تنويان تعزيز حجم التجارة بينهما من 6 مليارات دولار إلى 18 مليار دولار أمريكي.

#### الانتخابات العامة 2016
تعرضت بارك لضربة قوية في الانتخابات العامة 2016 وذلك في يوم 13 أبريل/نيسان، حيث خسر حزب ساينري وضع الأغلبية ووضعه بصفته الحزب الأول في الجمعية العامة. وقد لاقت انتقادات لاذعة بسبب تدخلها في الانتخابات وعملية ترشريح الحزب للأسماء، كما اتهم أعضاء الساينري الآخرين الفصيل المؤيد لبارك بالهزيمة في الانتخابات. ويبدو أن هذه النتيجة ستعرقل فرص نجاح بارك في تنفيذ الإصلاحات الاقتصادية المقترحة، وفي أعقاب ظهور النتائج، صرح تشوسون ايلبو المحافظ أن بارك قد دخلت مرحلة «البطة العرجاء» مبكرًا عن أي إدارة أخرى في السابق.

### معدلات الرضا

معدلات الرضا الخاصة بعمل بارك الرئاسي

وفي مايو/أيار لعام 2013 وصلت نسبة الدعم العام لأسلوب بارك في إدارة شؤون البلاد إلى 63%، وهي أعلى كثيرًا من نسبة الأصوات التي حصلت عليها في فازت بها في الانتخابات الرئاسية والتي بلغت 51.6% وقد أوضحت الصحافة الكورية أن هذا المستوى المرتفع من الدعم العام جاء نتيجة السياسة المبدئية التي اتبعتها هي مع كوريا الشمالية، والنتائج البنّاءة التي أحرزتها خلال زيارتها إلى الصين والولايات المتحدة الأمريكية بالإضافة إلى موقفًا ينأى عن الخلافات السياسية الداخلية. وبحلول يناير 2015، انخفضت معدلات الرضا لتصل إلى 30%، ويرجع ذلك جزئيًا كارثة انقلاب العبارة الكورية (سي وول) فضلاً عن النزاعات مع كوريا الشمالية.
وقد ارتفعت معدلات الرضا إلى 54% بفضل سياساتها الدبلوماسية التي نزعت فتيل المواجهة العسكرية مع كوريا الشمالية.، ولكن عقب خسارة حزبها في الانتخابات عام 2016، تراجعت المعدلات إلى 31.5% منخفضة بذلك حوالي 8.1 نقاط مئوية مقارنة بالأسبوع السابق للانتخابات.
وفي الرابع من نوفمبر/تشرين الثاني لعام 2016، انخفضت معدلات الرضا الخاصة بها إلى 5% حيث بدأ التحقيق في تفاصيل علاقتها بتشوي سن شل.

معدلات الرضا حسب الفئة العمرية

### النقد

#### جدل حول النسب
كثيرًا ما وجه أنصار إي ميونغ بارك الانتقادات لبارك غن هي وذلك لكونها ابنة الديكتاتور بارك تشونغ هي، ولعدم دعمها لإدارة إي. وقد أفاد استطلاع رأي أجرته إحدى الصحف المحافظة عام 59.2% من المشاركين لم يصدقوا أن بارك هي «ابنة الديكتاتور» بينما وافق 35.5% على التوصيف.
و في حوار لبارك غُن هي مع محطة البث تشونغجو، عبرت عن موقفها عن انقلاب 16 مايو/أيار الذي قام به والدها معتبرة إياه "ثورة لإنقاذ البلاد" وأضافت قائلة: "لم يعد هناك مجال للنزاع حول ما إذا كانت أحداث 1961 انقلاباً عسكرياً أم ثورةً.
وفي استقصاء أُجري في يوليو لعام 2012، أجاب حوالي 49.9% من أفراد العينة بأنهم لا يتفقون مع تقييم بارك للانقلاب الذي قام به والدها عام 1961 ووصفه بالحتمي والخيار المحتمل الأمثل والمستحسن، بينما اتفق معها 37.2% من العينة.
وفي استقصاء آخر أُجري في يوليو 2012، اتفق 42% مع بارك بأن قرار والدها كان حتمي ولا مفر منه، بينما عارض 46% هذا الأمر.

## روابط خارجية
- بارك غن هي على موقع IMDb (الإنجليزية)
- بارك غن هي على موقع الموسوعة البريطانية (الإنجليزية)
- بارك غن هي على موقع مونزينجر (الألمانية)
- بارك غن هي على موقع قاعدة بيانات الفيلم (الإنجليزية)